# Corybas fimbriatus
Corybas fimbriatus är en orkidéart som först beskrevs av Robert Brown, och fick sitt nu gällande namn av Heinrich Gustav Reichenbach. Corybas fimbriatus ingår i släktet Corybas, och familjen orkidéer. Inga underarter finns listade i Catalogue of Life.